# Transcendentaal idealisme
Transcendentaal idealisme is een richting binnen de moderne kritische filosofie die zegt dat het (in de filosofie) niet om de dingen zelf gaat, maar om de manier waarop we de dingen kunnen kennen. De grondlegger van deze richting die de term ook gemunt heeft was de verlichtingsfilosoof Immanuel Kant. Hij gaat van enkele vooronderstellingen uit: als men iets kent is er een ding dat gekend wordt en de kennis van dat ding is afhankelijk van de a priori vormgeving door de rede van de mens. Kant ontdekt zo welke soorten uitspraken over de wereld gaan en welke niet. Die laatsten noemt hij metafysica, dat wil zeggen zuiver speculatief.
Kant definieert het begrip transcendentaal als volgt: "Alle kennis die zich niet zozeer met de objecten zelf bezighoudt maar met onze kennis over die objecten, noem ik transcendentaal" (Kr. zuivere Rede, B25).
Omdat het er bij hem om gaat het hoogste kenvermogen (de rede zelf) in zijn verschillende onderdelen in hun meest zuivere vorm uiteen te leggen, wordt het analytisch onderscheid tussen de fundamentele principes van het rationalisme en het empirisme strikt en zuiver doorgevoerd. Begrippen a priori bijvoorbeeld: tijd en causaliteit komen niet uit de empirie, maar maken de ervaring van dingen in de tijd en met causaliteit pas mogelijk.